# لوئیس (کلرادو)
لوئیس (به انگلیسی: Lewis) یک منطقهٔ مسکونی در ایالات متحده آمریکا است که در شهرستان مانتزوما، کلرادو واقع شده‌است. لوئیس ۸٫۱ کیلومتر مربع مساحت و ۳۰۲ نفر جمعیت دارد و ۲٬۰۴۸ متر بالاتر از سطح دریا واقع شده‌است.